# Santuario di Santa Maria Addolorata (Porto Sant'Elpidio)
Il santuario di Santa Maria Addolorata, conosciuto anche come santuario dell'Addolorata, santuario della Corva o chiesa di Santa Maria Addolorata, è un santuario mariano e il principale luogo di culto di Porto Sant'Elpidio, in provincia di Fermo.

## Storia

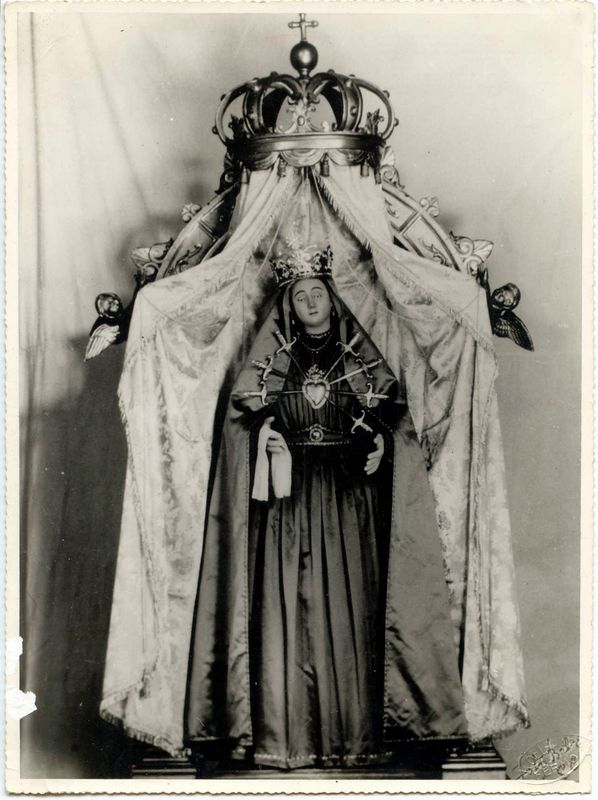
Simulacro di Santa Maria Addolorata

Edificata nel 1548 lungo la strada che da Sant'Elpidio a Mare scendeva al porto (attuale Porto Sant'Elpidio) e dedicata originariamente a San Giovanni Battista, la piccola chiesa rurale raccoglieva i fedeli della comunità madre della collegiata di Sant'Elpidio Abate. Fino alla ristrutturazione, avvenuta nel 1958, sulla facciata si poteva leggere una lapide che riportava il promotore della costruzione, Palmerio Massimo, e la data della sua costruzione, con la scritta: hoc opus f.f. palmerius maxius - a.d. mdxxxxviii. Nel 1745 l'arcivescovo Alessandro Borgia, durante una visita nella frazione, ritenne necessario che la struttura fosse ingrandita per ospitare più fedeli, distanti dalla chiesa principale, e provvista di una casa parrocchiale. Il 6 novembre dello stesso anno fu eretta a Cappellania Curata, staccando così una porzione di popolo dalla chiesa madre di Sant'Elpidio a Mare. Le funzioni parrocchiali entrarono in piena esecuzione solo dal 15 settembre del 1888, giorno di Santa Maria Addolorata, quando il parroco ottenne il permesso di celebrare tutti i sacramenti nella suddetta chiesa, dopo lunghe trattative con il capitolo di Sant'Elpidio.

### L'evento miracoloso
Il 25 luglio 1829, durante la liturgia per la festa di San Giacomo, mentre il parroco Filippo Toscani stava per iniziare la celebrazione della Santa Messa, l'urna contenente il simulacro della Madonna, costruito con le braccia incrociate sul petto, si aprì e l'icona sacra aprì le braccia verso i fedeli. Conclusa la messa, don Toscani provò a rimettere le braccia nella posizione iniziale, senza però ottenere risultato. La notizia del miracolo si diffuse molto velocemente, attirando numerose persone anche da altre località. Il prodigio venne confermato dall'arcidiocesi di Fermo attraverso un processo canonico, ma i documenti che lo attestano sono andati persi.
Nel 1904, per festeggiare il 75º anniversario dall'avvenimento del miracolo, la facciata della chiesa e l'urna dell'icona vennero rifatte, la cappella della Madonna venne dipinta e il parroco, Nicola Catini, raccolse tutte le informazioni dell'evento miracoloso per inserirle in un manoscritto dal titolo Brevi memorie della Chiesa rurale di S. Maria della Corva in Sant'Elpidio a Mare.
Il 21 giugno del 1958, con decreto dell'arcivescovo Norberto Perini, la chiesa venne eletta a santuario mariano. Nel 1977 venne realizzato un locale laterale per ospitare più persone, la chiesa venne nuovamente ristrutturata Negli anni 1980 la chiesa divenne un punto cruciale della comunità portoelpidiese, grazie al lavoro di don Mario Moriconi e don Luigino Marchionni, mentre negli anni 1990, 2000 e 2010, venne restaurata e modificata nuovamente.